# Dilatació tèrmica

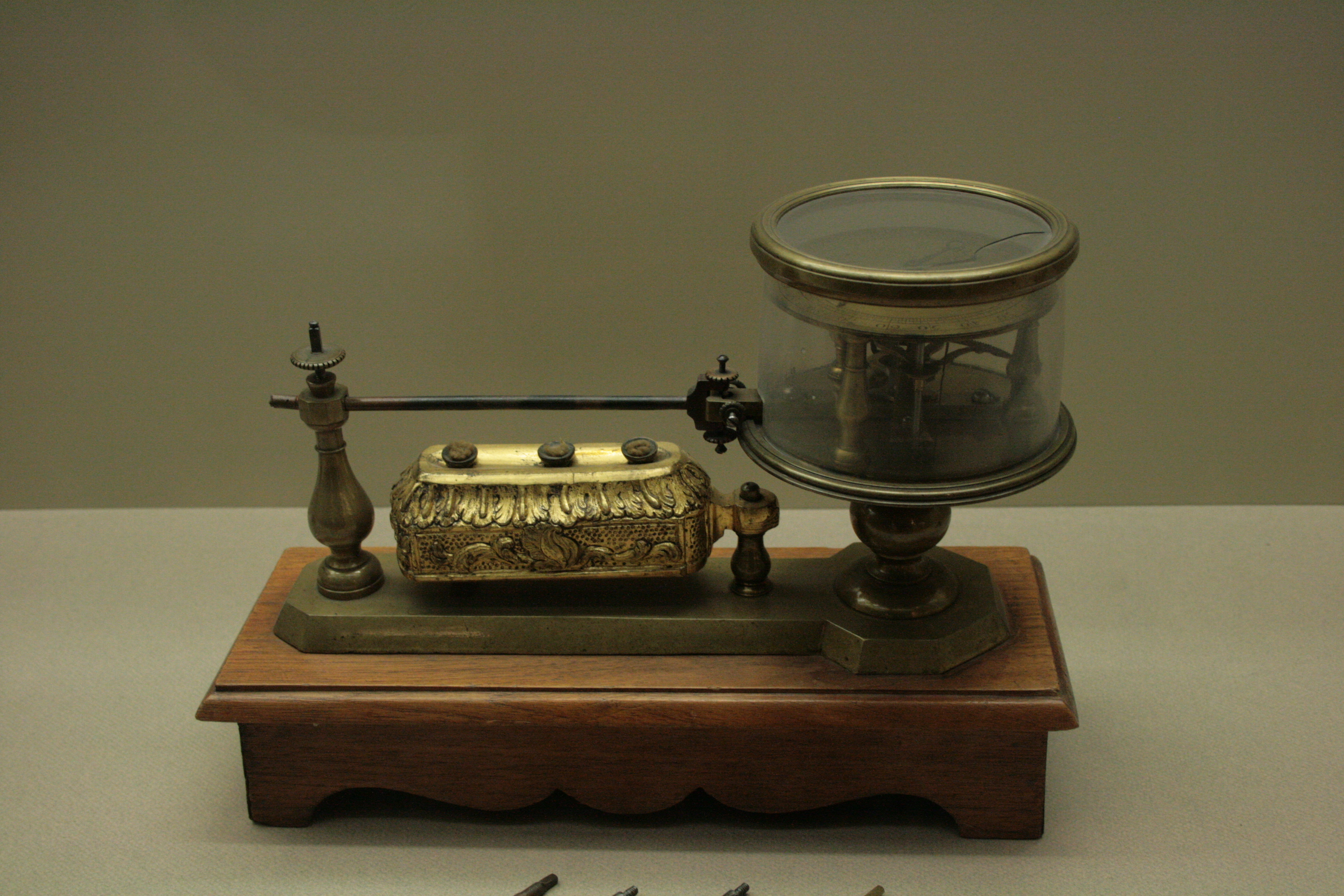
Dilatòmetre antic.

La dilatació tèrmica és el fenomen que provoca la variació de les dimensions d'una substància, especialment dels materials metàl·lics, en resposta als canvis de la seva temperatura. Aquest fenomen es dona amb increments i decrements de temperatures, donant com a resultats dilatacions i contraccions respectivament. Es tracta d'un fenomen reversible, ja que al recuperar la temperatura inicial, es recuperen les dimensions i la forma.

## Comportament de les dilatacions tèrmiques
És comú donar per suposat que les expansions de sòlids són lineals respecte de la temperatura per cadascuna de les dimensions. Des del punt de vista de l'enginyeria, és interessant conèixer el coeficient de dilatació tèrmica dels materials, ja que no varien significativament a les temperatures a les que se suposa que s'utilitzarà el material. Així doncs, quan no es necessita precisió extrema, els càlculs amb els materials metàl·lics es poden basar en un valor constant i mitjà d'aquest coeficient.
Els materials amb estructures anisòtropes, com els cristalls i els materials compostos solen tenir diferents coeficients de dilatació en diferents orientacions.
Per a descriure les expansions de les substàncies més detalladament, s'ha de fer servir una funció d'estat més avançada, que permeti estimar els valors de les dilatacions a les temperatures i pressions requerides, juntament amb altres equacions d'estat que permetin determinar la solució al problema detallat.
És especialment útil conèixer l'expansió tèrmica de materials per a la resolució de problemes de càlcul d'estructures formades per elements de tipus barres o cables, ja que serveix per estimar les deformacions i els esforços addicionals a què se sotmeten els elements. El problema senzill d'una barra sotmesa a una variació de temperatura es descriu per l'allargament unitari {\displaystyle {\frac {}{}}\epsilon _{termica}}:
{\displaystyle \epsilon _{termica}={\frac {(L_{final}-L_{inicial})}{L_{inicial}}}}
{\displaystyle {\frac {}{}}L_{inicial}} és la llargària inicial abans del canvi de temperatura i 
{\displaystyle {\frac {}{}}L_{final}} la llargària final després de la variació de temperatura.
Per a la majoria de sòlids, l'expansió tèrmica es relaciona directament amb la temperatura:
{\displaystyle \epsilon _{termica}\propto {\Delta T}}
D'aquesta manera, canvis als esforços o temperatures poden ésser estimats mitjançant:
{\displaystyle {\frac {}{}}\epsilon _{termica}=\alpha \Delta T}
on
{\displaystyle {\frac {}{}}\Delta T=(T_{final}-T_{inicial})}
i
{\displaystyle {\frac {}{}}\alpha } és el coeficient de dilatació tèrmica en 1/K
{\displaystyle {\frac {}{}}\Delta T} és la diferència de temperatures entre dos estats coneguts, mesurats en graus Celsius.
La relació entre dilatació tèrmica i energia d'enllaç de les partícules és en general inversa. Aquesta energia d'enllaç és també la causant de les dureses incrementals als materials amb majors energies d'enllaç. Es pot dir que per al cas general, els materials més durs són propensos a tenir menors dilatacions tèrmiques. Així mateix, en general, els líquids es dilaten proporcionalment més que els sòlids.
L'expansió deguda al calor s'ha de tenir en compte en la majoria d'àrees de l'enginyeria. Alguns exemples es poden trobar a:
- Espaiadors elàstics a les finestres.
- Canonades metàl·liques d'aigua calenta que no són massa llargues degut a les variacions en la longitud.
- Estructures llargues com les vies fèrries o els ponts necessiten juntes d'expansió per tal d'evitar deformacions.
- Falta d'ajust entre cambra de combustió i cilindre als motors de combustió interna alternatius, la qual cosa genera més ineficiències i major degradació a baixes temperatures del motor.

D'altra banda, des del punt de vista pràctic, en alguns casos les propietats de l'expansió tèrmica són útils i tenen un paper rellevant a l'hora de resoldre un problema d'enginyeria, aquest és el cas de:
- Termòmetres i termòstats. Al primer cas es conté un líquid que pot fluir en una sola dimensió a causa del fet que les dilatacions causades per les temperatures al líquid són majors que les del recipient que les conté. Al cas dels termòstats s'aprofiten les expansions de fluids, gasos o metalls per a la regulació d'un sistema.
- Ajustaments amb interferència. En el cas particular de fer servir la dilatació tèrmica, es tracta d'escalfar una peça i de refredar-ne una altra per a acoblar-les de manera que a temperatura ambient s'ajusten amb interferència. D'altra manera el muntatge resultaria costós o podria fer malbé les peces a ajustar.

## Anisotropia
Alguns materials sòlids s'expandeixen en totes les direccions de l'espai d'igual manera, encara que no es tracta del cas general. El grafit per exemple, té una estructura laminar i els coeficients de dilatacions en direcció perpendicular a les làmines són diferents dels coeficients al pla de les làmines. En general, una descripció adequada de la dilatació tèrmica d'un sòlid ha d'incloure més dades segons la complexitat de la seva estructura. Per a materials amb cristalls d'estructura cúbica és suficient amb el coeficient d'expansió simple, però per a materials amb configuracions triclíniques, s'han de donar sis paràmetres, tres per a cada eix (a,b,c) i tres per a cada angle entre eixos (α, β, γ).